# Heinz Hopf

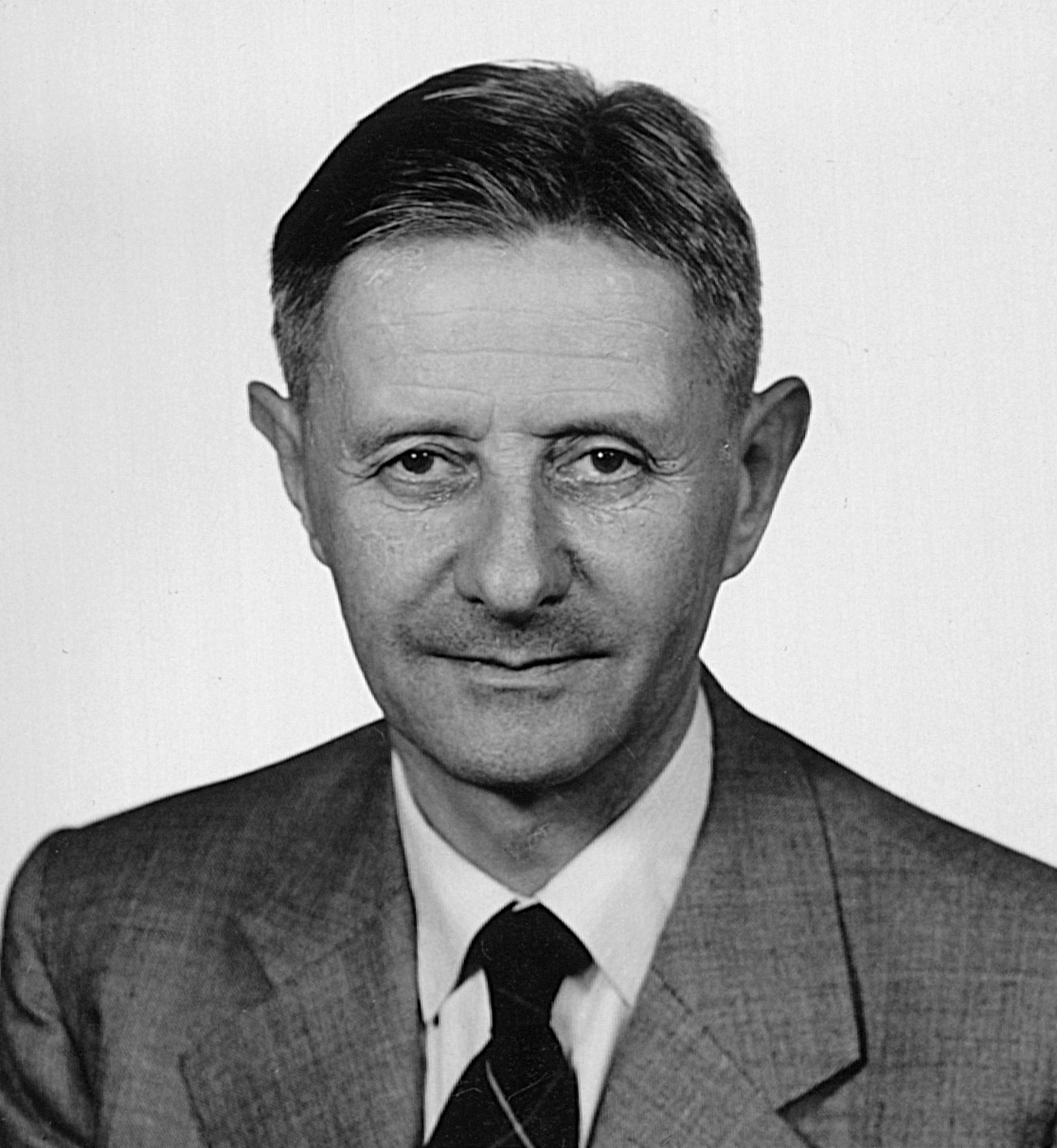
Heinz Hopf in 1954

Heinz Hopf (Gräbschen (nu Grabiszyn, een deel van Wrocław, het voormalige Breslau, in Polen), 19 november 1894 – Zollikon, 3 juni 1971) was een Duits wiskundige.
Van 1901 tot 1904 bezocht hij de hogere jongensschool van dr. Karl Mittelhaus, waarna hij vervolgens het König-Wilhelm-Gymnasium in Breslau bezocht. Vanaf jonge leeftijd was duidelijk dat hij een groot wiskundig talent bezat. In 1913 bezocht hij de Silesische Friedrich Wilhelm Universiteit, waar hij colleges volgde bij Ernst Steinitz, Adolf Kneser, Max Dehn, Erhard Schmidt en Rudolf Sturm. Toen in 1914 de Eerste Wereldoorlog uitbrak, nam Hopf dienst als soldaat. Hij raakte twee keer gewond en ontving in 1918 het IJzeren Kruis van de eerste klasse.